# Augustine (Vorname)
Augustine ist im englischen Sprachraum ein männlicher Vorname, in den meisten anderen Sprachräumen jedoch ein weiblicher Vorname.

## Herkunft und Bedeutung des Namens
die weibliche Form von Augustin (lateinisch Augustus → der Ehrwürdige), im englischen Sprachraum jedoch die männliche Form. 
Die dumme Augustine ist ein 1972 erschienener Kinderbuchklassiker von Otfried Preußler.

## Namenstag
28. August

## Namensträger

### Männlich
- Augustine Obiora Akubeze (* 1956), römisch-katholischer Erzbischof von Benin City
- Augustine Birrell (1850–1933), britischer Schriftsteller und Politiker
- Augustine Hu Daguo (1922–2011), erster chinesischer römisch-katholischer Bischof von Shiqian
- Augustine Harris (1917–2007), 1978 bis 1992 römisch-katholischer Bischof von Middlesbrough
- Augustine Eugene Hornyak (1919–2003), Bischof der Ukrainischen Griechisch-Katholischen Kirche und der erste Apostolische Exarch von Großbritannien
- Augustine Kandathil (1874–1956), Erzbischof der syro-malabarischen Erzdiözese Ernakulam
- Augustine Kasujja (* 1946), ugandischer Geistlicher und Diplomat des Heiligen Stuhls
- Augustine Kiprono Choge  (* 1987), kenianischer Mittel- und Langstreckenläufer
- Augustine Lonergan (1874–1947), US-amerikanischer Politiker (Demokratische Partei)
- Augustine Colin Macdonald (1837–1919), kanadischer Politiker
- Augustine Cheong Myong-jo (1935–2007), südkoreanischer Bischof des Bistums Pusan
- Augustine Di Noia (* 1943), US-amerikanischer Kurienerzbischof der römisch-katholischen Kirche
- Augustine Okocha (* 1973), nigerianischer Fußballspieler
- Augustine Ndeliakyama Shao (* 1951), tansanischer Priester und Bischof von Sansibar
- Augustine Henry Shepperd (1792–1864), US-amerikanischer Politiker
- Augustine Simo (* 1978), kamerunischer Fußballspieler
- Augustine Tochukwu Ukwuoma (* 1953), römisch-katholischer Bischof von Orlu
- Augustine Washington (1694–1743), Vater von General und Präsident George Washington
- Augustine Francis Wildermuth (1904–1993), römisch-katholischer Bischof von Patna

### Weiblich
- Augustine-Malvina Blanchecotte (1830–1897), französische Lyrikerin
- Augustine Ejangue (* 1989), kamerunische Fußballspielerin
- Augustine de Rothmaler (1859–1942), belgische Pädagogin und Feministin

## Varianten
- August, Augustin, Augustus (männlich)
- Auguste, Augustina, Austina, Austine, Guschi, Guste, Gustel (weiblich)